# ريتشارد هانسون (سياسي)
ريتشارد هانسون (بالإنجليزية: Richard Hanson)‏ هو سياسي أمريكي، ولد في 20 فبراير 1940. حزبياً، نشط في الحزب الديمقراطي.